# Pierre Farnèse
Pour les articles homonymes, voir Pierre Farnèse (homonymie).
Pierre Farnèse (né vers 1350, mort vers 1415), fut seigneur de   Montalto, Latera, Farnese, Valentano, Ischia et Cellere, capitaine du peuple de  Bologne en 1400 et capitaine général de l'armée de la république de Sienne en 1408.

## Biographie
Comme pour la majorité des personnages de cette période, il y a peu d'information sur Pierre Farnèse avant qu'il ne prenne part aux activités des seigneurs locaux, aussi il n'apparaît qu'à partir de 1381 lorsque, à la solde des Siennois, dans le territoire de Pitigliano, il a des démêlés avec le comte de Sovana (un hameau de l'actuelle commune de Sorano), Bertoldo Orsini.
La même année, cette fois à la solde d'Orvieto, il combat les Montemarte sans succès car on le voit secouru par des Florentins qui cherchent aussi à rétablir la paix entre le Farnèse et les Orsini.
En 1386, comme il sera de tradition dans la famille, Pierre se met au service de l'Église et l'année suivante il prend possession, par tromperie, du château de Piansano aux Monteleone (Monteleone d'Orvieto - les Montemarte)  ses parents, puis il attaque Sienne.
En 1388 la commune de Sienne lui accorde une rente mensuelle de 100 florins en échange de la promesse de ne pas tourmenter les Siennois pendant six mois.
Au mois de juillet, il se met au service du pape Urbain VI pour combattre la compagnie des Bretons au service de l'antipape Clément VII.
Lorsqu'il se rend auprès du pape pour encaisser le paiement, il est emprisonné et libéré seulement après l'intervention des Pérugins et des Florentins.
En 1389, les ennuis recommencent avec Bertoldo Orsini, les Florentins obtiennent une trêve de cinq ans.
Entre-temps, il participe à la défense de Orvieto assiégée par les troupes pontificales mais il est contraint de s'enfuir.
La date de son mariage remonte probablement à cette période en raison de la naissance de Ranuccio qui est né en 1390. Sa femme est Pentesilea Dolci des comtes de Corbara (Montemarte).
Toujours cette année, avec ses frères, ils vendent le château de Cotignano aux Salimbeni.
En juillet 1395 ils subissent la révolte des habitants de Ischia qui sont probablement pousser par les Orsini, ils tuent les frères Angelo, Francesco et Puccio et capturent l’autre frère Bartolomeo et le fils Ranuccio. Seul l’intervention de Pierre,  Nicolò et Pier Bertoldo alors à Montalto, avec d'autres seigneurs de  Cervara permettent leur libération.
En 1400, il est nommé capitaine du peuple à  Bologne et en octobre de la même année, il est envoyé à Florence pour étudier un plan contre les Visconti qui n’a pas de suite.
En 1408, il devient capitaine général de Sienne et il prend comme lieutenant son fils Ranuccio. Au cours de cette période, il repousse une nouvelle attaque de Bertoldo Orsini qui est chef de la compagnie de bretons.
Pierre reste au service de Sienne jusqu’en 1415, année de sa mort.
Pierre et Pentesilea ont six enfants :
- Giovanni, mort jeune ;
- Pepo, mort jeune ;
- Ranuccio, dit le vieux, fondateur de la fortune des Farnèse ;
- Sciarra, mort jeune ;
- Emilia, morta jeune ;
- Bartolomeo, premier membre de la branche de Latera.

## Sources
- (it) Cet article est partiellement ou en totalité issu de l’article de Wikipédia en italien intitulé « Pietro Farnese (signore di Montalto) » (voir la liste des auteurs) du 16.12.2007.